# Případ s časem
Případ s časem (anglicky „Trouble with Time“ nebo „Crime on Mars“) je krátká sci-fi povídka s humorným nádechem britského spisovatele Arthura C. Clarka.
V angličtině vyšla poprvé v časopisu Ellery Queen's Mystery Magazine v roce 1960, poté např. ve sbírce s názvem The Nine Billion Names of God.

## Příběh
Inspektor Rawlins vypráví na kosmodromu marťanského měsíce Phobos příběh o neúspěšné krádeži vzácné relikvie z muzea v Meridiánu. Tou relikvií je bohyně Siréna, artefakt nalezený v Moři Sirén Třetí expedicí roku 2012 (23 let po dobytí Marsu). Je to 20–25 cm velká silueta mladé ženy s nepatrně orientálními rysy a prodlouženými ušními boltci, s vlasy stočenými v těsných prstýncích a pootevřenými rty. To, co z tohoto kusu pískovce dělá nerozluštitelnou záhadu je fakt, že byla nalezena právě na Marsu, kde organický život dospěl pouze do stadia bezobratlých a vymřel dříve, než se na Zemi vzpřímil člověk.
Bohyně Sirén se stala symbolem Marsu, její kopii si jako suvenýr odváží snad každý návštěvník rudé planety. Nicméně jeden z nich měl poněkud jiný plán. Jistý Danny Weaver přijel do městečka pod kupolí s cílem ukrást z muzea originál. Bylo by se mu to bývalo podařilo, nebýt jediné zásadní věci. Plán nebyl vůbec špatný, vzhledem k neexistující ostraze muzea si Danny vyhradil sobotu na obhlídku muzea i okolí, schoval se v jedné galerii a o půlnoci se pustil do práce. Hodlal navrtat vitrínu zespod a vyměnit originál za jednu z těch laciných kopií. Na práci měl celou noc a neděli, v pondělí ráno se hodlal vmísit s lupem mezi první návštěvníky. Jaký šok utrpěla jeho nervová soustava, když se v neděli otevřely dveře a pracovníci muzea začínali obvyklou proceduru. Danny se vrhl k nouzovému východu, ale pod kopulí malého města nebylo kam prchnout, policie si jej brzo našla.
Komisař Rawlins objasňuje, co zhatilo jinak dokonalý plán. Městem prochází datová hranice, Západní čtvrť měla neděli, zatímco východní ještě sobotu.
Zdá se, že přítomní posluchači s nešťastným lupičem dokonce soucítí – včetně komisaře. Ten pokračuje: Danny dostal 3 roky, tedy 3 marťanské roky, což se rovná téměř šest pozemských. Vězení na Marsu není a tak si Danny odpracovává svůj trest pod určitým dohledem jako hlídač téhož muzea. Danny pracoval na zakázku, co se stalo se zadavateli loupeže, byli odhaleni? Na tuto otázku odpoví komisař Rawlings záporně. "Zatím ne, důkladně po sobě zametli stopy. Ale policista má vždy oči otevřené, stejně jako obchodník s uměleckými předměty, viďte, pane Maccare?" Pan Maccar viditelně pobledl. Ještě nás čeká zajímavá cesta.

## Česká vydání
Česky vyšla povídka v následujících sbírkách nebo antologiích:
- Devět miliard božích jmen (Práce, 2002) [1]
- Povídky z deseti světů (Baronet, 2007)
- Zpráva o třetí planetě (Práce, 1982) [2]